# Валовая прибыль
Валова́я при́быль — разность между выручкой и себестоимостью сбытой продукции или услуги. Следует иметь в виду, что валовая прибыль отличается от операционной прибыли (прибыль до уплаты налогов, пеней и штрафов, процентов по кредитам).
Валовая прибыль для производителя:
- Валовая прибыль = Выручка − Себестоимость сбытой продукции или услуги с учётом амортизации.

Валовая прибыль для розничной торговли:
- Валовая прибыль = Выручка − Себестоимость проданных товаров

На основании данных о валовой прибыли можно рассчитать операционную прибыль:
- Операционная прибыль = Валовая прибыль − операционные расходы (зарплата персонала, аренда помещений, транспортные расходы и т. д.)

и чистую прибыль:
- Чистая прибыль = Операционная прибыль — сумма налогов, пеней и штрафов, процентов по кредитам.

Себестоимость сбытой продукции для производства и торговли рассчитывается по-разному. В целом, этот показатель отражает прибыль по сделке, без учёта косвенных расходов.
Для производителя прямыми расходами являются расходы на сырьё, расходные материалы и электроэнергию для создания продукта. Например, расходы на электроэнергию для работы машины зачастую считаются как прямые затраты, а расходы на освещение машинного зала — как накладные расходы. Заработная плата также может быть прямыми затратами, если работникам выплачивается цена за единицу произведённого товара. По этой причине сервисные отрасли, которые продают свои услуги с почасовой оплатой, часто относят заработную плату к прямым расходам.
Валовая прибыль является важным показателем прибыльности, но для учёта косвенных расходов необходим расчёт чистого дохода.
Чистый доход от продаж вычисляется следующим образом:
- Чистый доход от продаж = Суммарный доход от продаж − Стоимость возвращённых товаров и предоставленных скидок.